# Газенвинкель, Егор Васильевич
Егор (Георгий) Васильевич Газенвинкель (нем. Georg Friedrich Hasenwinkel; 1826—1895) — сенатор, тайный советник.

## Биография
Родился 26 апреля (8 мая) 1826 года. Его отец, доктор медицины Вильгельм Газенвинкель (нем. Friedrich Wilhelm Hasenwinkel; 1794—1831) служил в Пскове.
Получил образование в Псковской гимназии (1842), в Императорском Санкт-Петербургском университете. В службу вступил 9 июля 1846 года. В 1858 году был секретарём 1-го отделения 5-го департамента Сената.
С 1859 года занимал должность губернского прокурора, сначала — Пермской губернии, затем — Владимирской; 5 сентября 1867 года был произведён в действительные статские советники. В 1869 году — обер-прокурор 2-го отделения 6-го департамента Сената и член Консультации при Министерстве юстиции учреждённой; с 1870 года — обер-прокурор 1-го отделения 5-го департамента Сената.
С 5 декабря 1874 года вместе с производством в тайные советники получил назначение присутствовать в сенате — во 2-м отделении 5-го департамента. Одновременно, он входил в состав Особого присутствия Правительствующего Сената для суждения дел о государственных преступлениях (на 1880). В 1885 году — присутствующий в 5-м департаменте сената, в 1886—1888 — в 3-м департаменте сената, в 1889—1894 — в 4-м департаменте сената, затем — снова в 5-м.
Умер 21 ноября (3 декабря) 1895 года в Санкт-Петербурге. Похоронен на кладбище Новодевичья монастыря.

## Награды
- орден Св. Станислава 2-й ст. с императорской короной (1861)
- орден Св. Анны 2-й ст. (1864)
- орден Св. Владимира 3-й ст. (1865)
- орден Св. Станислава 1-й ст. (1869)
- орден Св. Анны 1-й ст. (1872)
- орден Св. Владимира 2-й ст. (1882)[8]
- орден Белого орла (1887)[8]
- орден Св. Александра Невского (1893)[9]

## Семья
Был женат на Александре Яковлевне Пятовой (08.01.1839—22.01.1908). Их дети:
- Владимир (05.07.1860, Пермь — ?)
- Александр (19.3.1862, Пермь — 7.8.1897, Флоренция)
- Борис (05.05.1874—?)